# Меррімак (Нью-Гемпшир)
Меррімак (англ. Merrimack) — місто (англ. town) в США, в окрузі Гіллсборо штату Нью-Гемпшир. Населення — 26 632 особи (2020).

## Демографія
Згідно з переписом 2010 року, у місті мешкали 25 494 особи в 9503 домогосподарствах у складі 7150 родин. Було 9818 помешкань
Расовий склад населення:
| - 95,0 % — білих - 2,0 % — азіатів - 0,8 % — чорних або афроамериканців - 0,2 % — корінних американців |

До двох чи більше рас належало 1,6 %. Частка іспаномовних становила 2,1 % від усіх жителів.
За віковим діапазоном населення розподілялося таким чином: 24,5 % — особи молодші 18 років, 65,2 % — особи у віці 18—64 років, 10,3 % — особи у віці 65 років та старші. Медіана віку мешканця становила 40,7 року. На 100 осіб жіночої статі у місті припадало 99,0 чоловіків;  на 100 жінок у віці від 18 років та старших — 96,4 чоловіків також старших 18 років.
Середній дохід на одне домашнє господарство  становив 109 459 доларів США (медіана — 97 400), а середній дохід на одну сім'ю — 123 254 долари (медіана — 107 191). Медіана доходів становила 76 483 долари для чоловіків та 51 131 долар для жінок. За межею бідності перебувало 5,0 % осіб, у тому числі 6,1 % дітей у віці до 18 років та 3,8 % осіб у віці 65 років та старших.
Цивільне працевлаштоване населення становило 14 366 осіб. Основні галузі зайнятості: освіта, охорона здоров'я та соціальна допомога — 20,8 %, науковці, спеціалісти, менеджери — 14,0 %, виробництво — 12,6 %, роздрібна торгівля — 12,4 %.